# Stenia concoloralis
Stenia concoloralis là một loài bướm đêm trong họ Crambidae.